# Труве, Густав Пиер
Гюстав Пие́p Труве́ (фр. Gustave Pierre Trouvé; 2 января 1839, Ла-Э-Декарт — 27 июля 1902, Париж) — французский изобретатель, инженер-электрик и энциклопедист. Внёс существенный вклад в миниатюризацию разнообразных технических устройств.

## Юность
Гюстав Труве родился в небогатой семье. Его отец Жак Труве был торговцем скота. В 1850 году Гюстав Труве учился слесарному делу в колледже гр. Шинон, а с 1854 по 1855 год продолжил обучение в инженерной школе в Анже. Ему пришлось прервать учёбу в связи с ухудшением здоровья и переехать в Париж, где он был принят на работу часовщиком.

## Париж
В 1865 году Труве открыл собственную мастерскую в центре Парижа. Там он разработал и запатентовал множество различных изделий, работающих на электрическом токе. Сообщения о них публиковались в научно-популярных журналах того времени, например, в La Nature.
Одно из таких изделий — карманный углеродно-цинковый аккумулятор, предназначенный для питания миниатюрных электрических устройств, вскоре обрело популярность в использовании. Аналогичный аккумулятор, получивший широкое коммерческое распространение, был изобретён Жоржем Лекланше.

## 70-е годы XIX века
Гюстав Труве значительно улучшил качество коммуникационных систем благодаря своему новаторскому подходу. В 1872 году он разработал портативный военный телеграф, который обеспечивал быструю связь по кабелю на расстояние до километра. Предназначался этот прибора для быстрой передачи приказов на фронтовую линию и получения докладов с фронта. В 1874 году Труве создал устройство для обнаруживания и извлечения металлических предметов (например пули) из тела пострадавшего — прототип сегодняшнего металлоискателя.
В 1878 году при помощи двойной мембраны Труве улучшил звуковую интенсивность телефонной сети, изобретённой Александром Беллом. В том же году он изобрёл очень чувствительный портативный микрофон. Кроме этого, используя аккумулятор, разработанный Гастоном Планте, и небольшой герметической лампы накаливания, он создал так называемый «полископ» — прототип современного эндоскопа. Вскоре, благодаря своим изобретениям и свой вклад в разработку миниатюрных приборов, Труве стал известным и уважаемым человеком.

## 80-е годы XIX века
В 1880 году Труве смог улучшить эффективность небольшого электрического двигателя, разработанного фирмой Siemens. Для этой цели он использовал недавно разработанные аккумуляторные батареи, которые устанавливались в то время на английский трёхколесный велосипед марки James Starley. Таким образом, он изобрёл первый в мире электрический автомобиль. 19 апреля 1881 года его электромобиль успешно прошёл испытания на ул. Валоа в центре Парижа, но Труве не смог получить на него патент. Чуть позже он адаптировал свой электрический двигатель для передвижения по воде. Сделано это было для того, чтобы облегчить транспортировку двигателя от мастерской, находившейся в непосредственной близости от реки Сены. Труве ухитрился сделать этот двигатель съёмным и портативным, создав таким образом первый подвесной двигатель для моторной лодки. 26 мая 1881 года её пятиметровый прототип под названием Le Téléphone достиг скорости 1 м/сек (3.6 км/ч) вверх по течению и 2.5 м/сек (9 км/ч)
вниз по течению реки.
Труве продемонстрировал свою лодку и электрические медицинские инструменты на Международной электрической выставке в Париже, но не показал свой электрический трёхколёсный автомобиль. После этого события он был удостоен престижной французской государственной наградой «Орден почетного легиона». Вскоре он успел уменьшить размеры электрического двигателя, что дало возможность использовать его для приво́да в действие модели дирижабля, стоматологической дрели, швейной машина и бритвы.
Позднее Труве изобрёл свой Photophore, состоящий из батарейки и фонарика на голове. Этот прибор был специально разработан для его клиента д-ра Пола Эло, ухо-горло-нос специалиста из Руана. Удобный для ношения прямой стержень с системой освещения можно было направить в желаемое направление движением головы, освобождая таким образом руки пользователю. Сохранившаяся переписка между двумя мужчинами свидетельствует о том, что изобретение было сделано в 1883 году. Вскоре Труве модифицировал Photophore, приспособив его для шахтёров, спасателей, а также для спелеологов, работающими в местах, куда не проникает свет. Кроме того, это изобретение использовалось многими театральными труппами Парижа и Европы для окраски в разные цвета театральных драгоценностей. Драгоценности эти известны под наименованием «светящиеся электрические ювелирные изделия». Они заложили основу современных тенденций ношения украшений подобного типа. В 1884 году Труве прикрепил к своей лодке электрический гудок и электрический прожектор, таким образом впервые устанавливая на средство передвижения дополнительные принаделжности, работающие на электрическом токе. Так же он разработал портативный электрический фонарь. 1887 году Труве, под брендом Eureka (др.-греч. εὕρηκα — «Я нашел»), разработал свой «Auxanoscope», электрический диапроектор для командированных учителей (1887).
В этот период своей жизни Труве был убеждённым холостяком и у него не было коммерческих интересов. Он обратил силу своего ума в сторону воздухоплавания. Будучи уверенным, что будущее за более тяжёлыми, чем воздух машинами, он провёл испытание модели кордового электрического вертолёта, являющегося прародителем вертолёта Сикорского «Светлячок». Впоследствии, Труве сконструировал механическую «птицу», крылья которой приходили в движение с помощью быстрой серии выстрелов пистолетных патронов. «Птица» эта осуществила хотя и шумный, но для тогдашнего времени неслыханный рекорд по высоте полёта — 80 м.
.

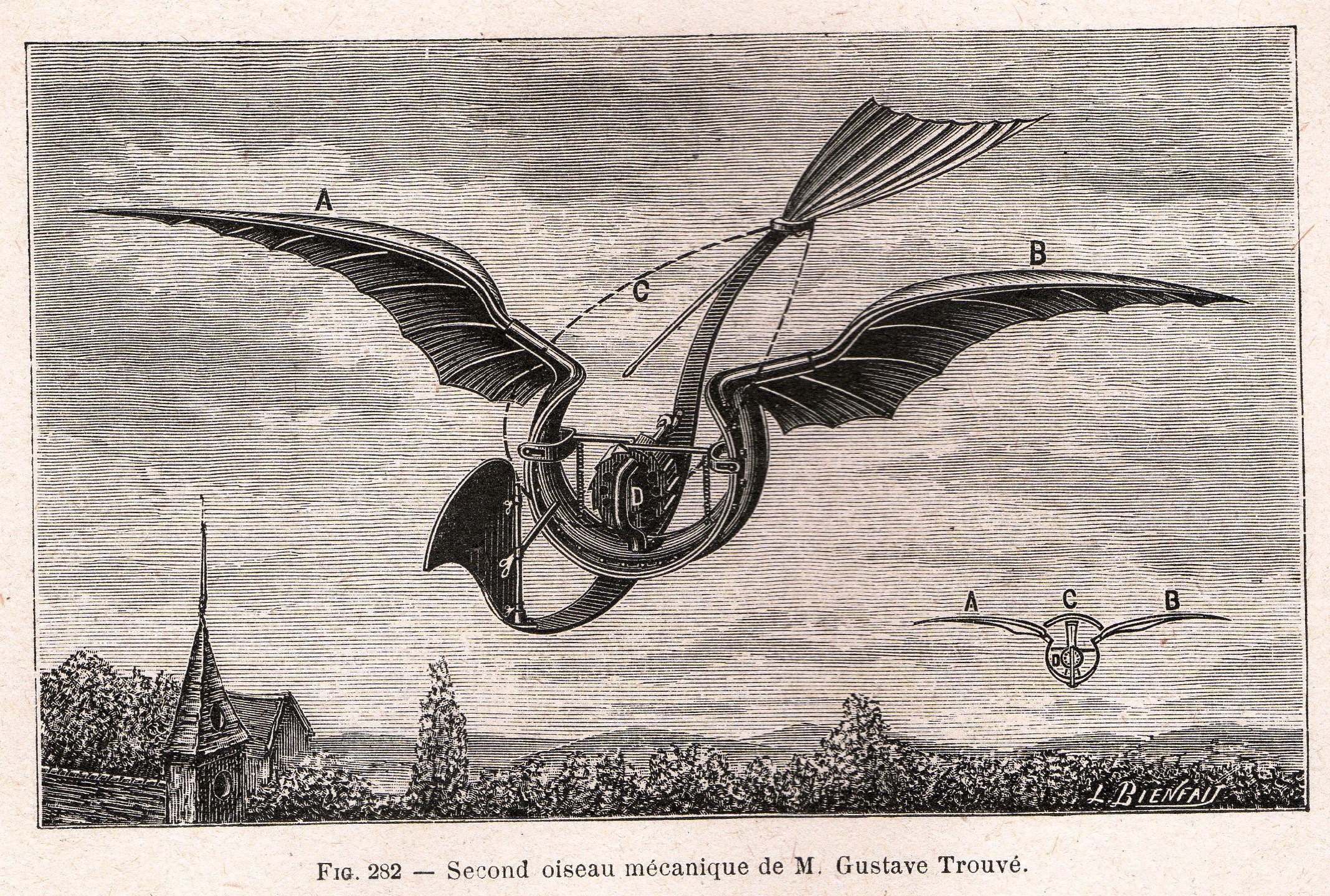
Механическая птица

В 1889 году Труве приспособил аккумулятор к электрической винтовке, изобретённой им в 1866 году. Это изделие позволило охотиться ночное время суток, используя направленный пучок света. Труве усовершенствовал и электрическую систему питания для ночной рыбалки, работающую на батареях.

## 90-е годы XIX века
В 1891 году Труве разработал электрические разноцветные фонтаны для украшения интерьера и экстерьера. Из-за того, что в энергоснабжении того времени часто возникали перебои, Труве предложил использовать для освещения ацетиленовую горелку, которая очень быстро нашла применение в домашнем быту.
В списке его 75 изобретений (см. ниже) находятся такие как: электрический массажёр, электрическое пианино на основе колеса Félix Savart; удобный для ношения спасательный жилет с электропитанием от батареи; приводимая в движение струёй воды лодка; усовершенствованный велосипед, а также несколько детских игрушек.
В 1902 году Труве приступил к разработке своего последнего изобретения — небольшого портативного устройства, использующего ультрафиолетовые лучи для лечения кожных заболеваний — прототип устройства для терапии PUVA. Во время работы над изобретением он случайно порезал себе большой и указательный пальцы. Труве не отдал должного значения ране, из-за чего у него началось острое воспаление, вызвавшее заражение крови, которое привело к ампутации. После ампутации 63-летний изобретатель умер 02 июля 1902 года. в больнице Сен-Луи, Париж.

## Забвение и реабилитация
Из-за отсутствия обязательной концессии на продление захоронения в его родном городе Ла-Э-Декарт, останки его тела были перенесены в общее захоронение. В феврале 1980 года во время случайного пожара в здании муниципалитета были уничтожены все его архивы. Кевин Десмонд, английский специалист по истории транспорта, опубликовал биографию Труве на французском языке, что вызвало большой интерес к его личности. В 2012 году была официально открыта памятная плита на месте, где родился изобретатель. Спустя три года, в 2015 году, после того, как историк опубликовал его обширную биографию на английском языке, вторую памятную плиту возвели на стене здания, где когда-то находилась его мастерская по адресу: ул. Вивиен 14 в Париже. В настоящее время во всем мире ведутся поиски сохранившихся образцов изделий, изобретённых Густавом Труве.

## Изобретения и инновации в хронологическом порядке
- 1864 — Электрический ротатор для трубка Гейслера
- 1865 — Миниатюрная герметически закрытая батарея
- 1865 — Медицинские электрические аппараты
- 1865 — Движущиеся игрушки и украшения, работающие на электричестве
- 1865 — Электрический гироскоп
- 1866 — Электрическая винтовка
- 1867 — Медицинская аптечка, оснащённая источником электричества
- 1869 — «Pantoscope» (панорамная камера) на жидком топливе
- 1870 — Аппарат — имитатор полёта птиц
- 1872 — Портативный военный телеграф
- 1873 — Улучшенная дихроматная батарея
- 1874 — Искатель и экстрактор для пуль
- 1875 — Электрический альманах или календарь
- 1875 — Портативное динамо
- 1875 — Кислородный скафандр для пилотов воздушных шаров
- 1877 — Симуляция сокращения мышцы
- 1877 — Электрическое пресс-папье
- 1878 — «Polyscope» (эндоскоп) для исследования полостей в организме человека
- 1878 — Улучшения телефона и микрофона
- 1880 — Улучшение мотоцикла Siemens
- 1881 — Производство магнитов
- 1881 — Светящиеся электрические ювелирные изделия
- 1881 — Электрическая лодка
- 1881 — Миниатюрные стоматологические сверла
- 1881 — Подвесной мотор
- 1881 — Электрический трицикл
- 1883 — Подводное освещение
- 1883 — Trouvé-Hélot головной прожектор
- 1883 — Электрические фары для автомобиля
- 1884 — Электрический фонарь
- 1885 — Электрическая аппаратура для освещения в лабораториях по физиологии и химии
- 1885 — Подводное освещение, использованное во время строительства Суэцкого канала
- 1886 — Новая система для конструирования пропеллеров.
- 1886 — Электрические сирены в качестве позывного сигнала
- 1887 — Действующая модель кордового электрического вертолёта
- 1887 — Электрический «Auxanoscope» (проектор)
- 1889 — Электрический счётчик
- 1889 — Динамо-электрический проектор
- 1889 — Улучшения электрической винтовки
- 1889 — Система для транспортировки листов плоского стекла
- 1890 — Универсальный динамометр
- 1890 — Электрическое освещение для лошадиных повозок
- 1890 — Электрический «Orygmatoscope» для изучения геологических слоёв
- 1890 — Съёмная электро-пневматическая зажигалка для уличного освещения
- 1891 — Вторая механическая «птица»
- 1891 — Улучшение светящихся электрических фонтанов
- 1892 — Электрический механизм для подсчёта времени при фотографировании
- 1892 — Ручной медицинский динамометр
- 1892 — Электрический инструмент для массажа при грыжи
- 1893 — Электрические промышленные системы вентиляции
- 1894 — Система для автоматической рыбалки в ночное время
- 1894 — Электрошоковое копьё для охоты
- 1894 — Светящийся электрический пояс — украшение
- 1894 — Электрический клавир на базе колеса Savart
- 1894 — Светящаяся электрическая скакалка
- 1895 — Ацетиленовое освещение в быту
- 1895 — Универсальный электродвигатель, работающий на переменном и постоянном токе
- 1895 — Усовершенствованный велосипед
- 1895 — Гибридная машина для массажа с ручным и электроприводом
- 1897 — Устройство для автоматического розлива ацетилена
- 1897 — Устройства для герметической закрутки банок с ацетиленом
- 1897 — Вертушка — вешалка для шляп и трости
- 1898 — Многофункциональный промышленный ротационный насос с ручным и электроприводом 
1899 — Карбюратор для двигателей внутреннего сгорания
- 1900 — Электрической надувной спасательный жилет с батареей
- 1901 — Инструменты для фототерапии
- 1902 — Пружинный гарпун — игрушка
- 1902 — Модель катера или подводной лодки на ацетиле